# Mansúr bin Zájid Ál Nahján
Mansúr bin Zájid Ál Nahján (arabsky منصور بن زايد بن سلطان آل نهيان‎; * 20. listopadu 1970, Abú Zabí), také šejk Mansúr, je viceprezident Spojených arabských emirátů (SAE). Je pátým synem Zájida bin Sultána Ál Nahjána, prvního prezidenta SAE.

## Raný život
Mansúr se narodil 20. listopadu 1970 v Abú Zabí jako pátý syn šejka Zájida bin Sultána Ál Nahjána. Jeho matkou je Fatima bint Mubarak Ál Ketbi a má pět vlastních bratrů.
Mansúr v roce 1989 navštěvoval Santa Barbara Community College, kde studoval angličtinu. Je absolventem Univerzity Spojených arabských emirátů, kde v roce 1993 získal bakalářský titul v oboru mezinárodních vztahů.

## Politika
V roce 1997 byl Mansúr jmenován předsedou prezidentské kanceláře, v té době byl prezidentem SAE jeho otec šejk Zájid. Po smrti svého otce byl jmenován svým nejstarším nevlastním bratrem, šejkem Chalífou bin Zájidem Ál Nahjánem, prvním ministrem pro prezidentské záležitosti Spojených arabských emirátů. Působil také v řadě funkcí v Abú Zabí, aby podpořil svého bratra, šejka Muhammada bin Zájida Ál Nahjána, který byl v té době ještě korunním princem.
Byl jmenován předsedou ministerské rady pro služby (nyní ministerská rada pro rozvoj), od roku 2000 předsedal Národnímu centru pro dokumentaci a výzkum. V roce 2004 se při změně obsazení stal ministrem pro prezidentské záležitosti, v roce 2005 se stal místopředsedou Rady pro vzdělávání v Abú Zabí, předsedou Nadace emirátů, Úřadu pro kontrolu potravin v Abú Zabí a Fondu pro rozvoj Abú Zabí. V roce 2006 byl jmenován předsedou soudního oddělení Abú Zabí. V roce 2007 se stal předsedou Charitativní nadace Chalífa bin Zájida.
Do roku 2006 působil jako předseda First Gulf Bank a jako člen správní rady Zájidovy charitativní a humanitární nadace. Také zřídil stipendijní programy pro studium v zahraničí. Je předsedou Emirates horse racing authority (EHRA). Dne 11. května 2009 byl jmenován místopředsedou vlády, přičemž si ponechal vládní post ministra pro prezidentské záležitosti. Dne 29. března 2023 vydal prezident SAE šejk Muhammad bin Zájid Ál Nahján usnesení, kterým jmenoval Mansúra druhým viceprezidentem země, a to po boku šejka Muhammada bin Rášida Ál Maktúma, viceprezidenta a premiéra SAE a emíra Dubaje.

## Osobní život
Mansúr se v polovině 90. let oženil s Alíou bint Mohammed bin Butti Ál Hamed. Mají spolu syna Zájida.
V roce 2005 se Mansúr oženil s Manal bint Muhammad bin Rášid Ál Maktúm, dcerou Muhammada bin Rášida Ál Maktúma. Mají spolu dvě dcery a tři syny.